# معايير الأهلية الطبية لاستخدام وسائل تحديد النسل
عادة ما يعتبر تحديد النسل أكثر أمانًا من الحمل، خاصة مع المرضى الذين يعانون من حالات مرضية مثل ارتفاع ضغط الدم أو السكري. ومع ذلك، قد يحتاج الأشخاص الذين يتطلب وضعهم الصحي علاجاً خاصاً إلى الخيارات من وسائل تحديد النسل مصممة حسب احتياجاتهم الخاصة. فالموارد متاحة للمرضى ومقدمي الرعاية الصحية للمساعدة في تصميم وسائل تناسبهم. أحد أمثلة الموارد هو معايير الأهلية الطبية لاستخدام وسائل تحديد النسل، والتي تتوافر بأشكال متعددة.

## خلفية
في عام 1996، وضعت منظمة الصحة العالمية مجموعة من المبادئ التوجيهية تسمى «معايير الأهلية الطبية لاستخدام وسائل تحديد النسل» لبرامج ومقدمي خدمات تنظيم الأسرة والصحة الإنجابية بهدف توفير وسائل تحديد النسل في جميع أنحاء العالم. تستند المبادئ إلى المراجعات المنظمة للدراسات الطبية السابقة وآراء الخبراء عندما يكون هناك نقص في الأدلة. وكان الغرض من هذه التوصيات هو السماح لبرامج الصحة العامة في الدول المختلفة بتصميم إرشادات السلامة لوسائل تحديد النسل لسكانها المعنيين. ثم، في عام 2010، وضعت مراكز مكافحة الأمراض توصيات لتوفير وسائل تحديد النسل في الولايات المتحدة. قد يستخدم مقدمي الخدمات الطبية وكذلك المرضى هذه المراجع لتقييم أهليتهم لاستخدام وسائل تحديد النسل الفردية مثل حبوب تنظيم النسل واللولب الرحمي لتحديد النسل وغرسات تحديد النسل.

## نظام التصنيف
تصنف وسائل معايير الأهلية الطبية من خلال نظام رقمي. الفئة 1 لا تُفرض قيود على استخدام وسيلة تحديد النسل. الفئة 2 قد يتطلب استخدام هذه الوسيلة متابعة عن كثب. في حالة الفئة 3، "لا يوصى به عادةً باستخدام هذه الوسيلة ما لم تكن الوسائل المناسبة الأخرى غير متوفرة أو غير مقبولة. كما يجب مراعاة خطورة الحالة، ومدى توافر الطرق البديلة وإمكانية تطبيقها ومدى تقبلها، كما أن المتابعة الدقيقة أمر ضروري عند استخدام هذه الوسيلة. الفئة 4 هناك شروط ذات مستويات غير مقبولة من الخطورة إذا ما تم استخدام هذه الوسيلة.

## وصلات خارجية
- مخطط بياني تلخيصي للمعايير
- الوثيقة الكامل المطبوعة للمعايير
- ملخص التحكم في المعايير